# Seagram
Seagram Company Ltd. (antigamente negociava como Seagram's) foi uma empresa canadense e que por muitos anos foi a maior destilaria de bebidas alcoólicas do mundo. Foi fundada por Joseph E. Seagram em 1857. Na década de 1980 era uma das maiores empresas de bebidas do mundo, a família Bronfman era a maior acionista da companhia com 32% das ações, em 1997 a empresa possuía mais de 30.000 empregados.

## Marcas da Seagram
- Blenders Pride
- Boston Club
- Gold Classic
- Imperial Blue
- Master Blend
- Passport
- Premium Bourbon
- Premium Whisky
- Queen Anne Blended
- 83 Canada
- 100 Pipers
- Seagrams VO

### Investimentos em mídia e entrentenimento
Em abril de 1995 a Seagram adquiriu por US$ 5,70 bilhões 80% da MCA, tradicional produtora de filmes e gravadora dos Estados Unidos e dona na época da Universal Studios, em setembro de 1997 comprou por US$ 1,72 bilhões a emissora de televisão a cabo americana USA Network, em maio de 1998 comprou 75% da gravadora holandesa Polygram por US$ 10,5 bilhões, com essa aquisição se tornou a maior empresa da área musical do mundo.

## Fim da empresa
Em junho de 2000 a empresa foi vendida ao grupo francês Vivendi por US$ 34 bilhões, criando na época a segunda maior empresa de mídia do mundo com um valor de mercado de mais de US$ 100 bilhões, perdendo apenas para a então AOL-Time Warner, porém a Vivendi vendeu a divisão de bebidas da Seagram ao grupo também francês Pernod Ricard e a empresa de bebidas britânica Diageo por US$ 8,15 bilhões em dezembro de 2000, com isso a Seagram foi totalmente extinta.